# Westfriedhof (metropolitana di Monaco di Baviera)
Westfriedhof è una stazione della metropolitana di Monaco di Baviera sulla Linea U1. Fu inaugurata il 24 maggio 1998, e rimase capolinea fino all'estensione verso il Georg-Brauchle-Ring e alla stazione omonima, completato nel 2003.
Nel 2001 furono installate 11 lampade del diametro di 3,80 metri che illuminano la stazione nei colori blu, rosso e giallo. L'artista di tale illuminazione è Ingo Maurer.
Le pareti della stazione non sono state levigate e ricordano una grotta.